# Gone Home
Gone Home ist ein Adventure-Computerspiel aus dem Jahr 2013, welches aus der Egoperspektive gespielt wird und eine interaktive Geschichte erzählt. Entwickelt und digital veröffentlicht wurde Gone Home von The Fullbright Company. Der Schwerpunkt des Spiels liegt auf der Erkundung der Umgebung. Die Handlung spielt im Juni 1995, in einem Haus im Pazifischen Nordwesten, in das die junge Erwachsene nach einem Auslandsjahr zu ihrer Familie zurückkehrt und diese dort nicht antrifft. Im Januar 2016 wurden Versionen des Spiels für PlayStation 4 und Xbox One veröffentlicht. Im September 2018 erschien auch es für Nintendo Switch, im Dezember 2018 folgte eine Version für iOS.

## Handlung

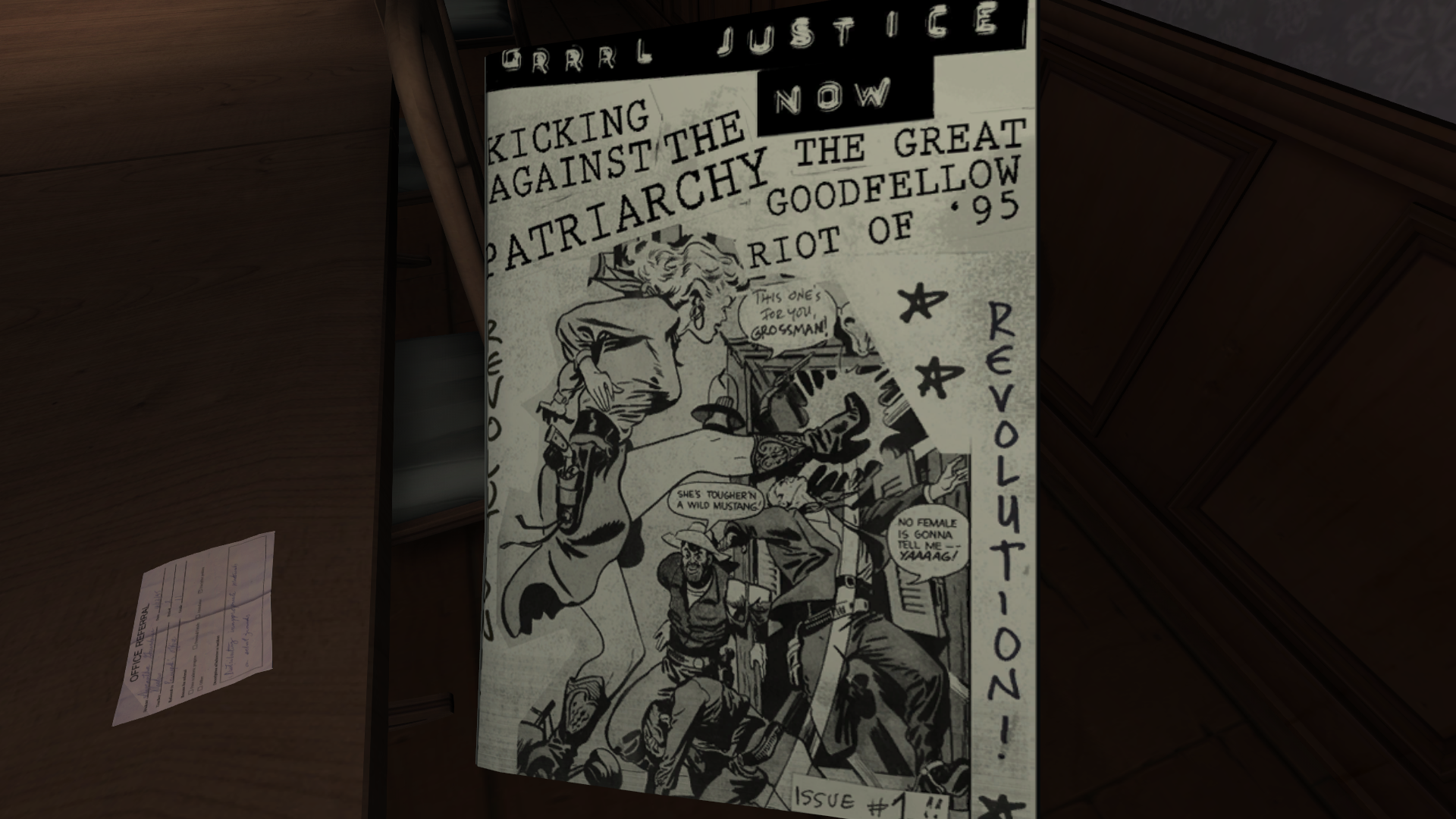
Der Spieler untersucht ein fiktionales Magazin in Gone Home

Nach einem Auslandsjahr in Europa kehrt Kaitlin Greenbriar am 7. Juni 1995 nachts, während eines Unwetters, nach Hause zurück. Sie entdeckt eine Notiz ihrer Schwester Samantha an der Haustür, nach der Kaitlin nicht nach Antworten suchen solle, wo Sam sei. Kaitlin merkt schnell, dass auch ihre Eltern nicht daheim sind und sie alleine zu Hause ist. Sie macht sich auf die Suche nach Hinweisen über deren Aufenthaltsort. Durch eine Reihe von Briefen, geschrieben von Sam während Kaitlins Auslandsjahr, erfährt Kaitlin, was in der Zeit passiert ist.
Sam ist mit ihren Eltern in ein großes Haus umgezogen, das ihr Großonkel Oscar Masan nach seinem Tod ihrem Vater Terence Greenbriar vermacht hat. Während Sam an ihrer alten Wohnstätte mit ihrem Nachbarn Daniel zumindest einen Freund hatte – wenngleich hauptsächlich wegen seiner Nintendospiele – findet sie an der neuen Schule schwer Anschluss. Sam wird von ihren Mitschülern als das „Psycho House Girl“ bezeichnet, da ihr Großonkel in dem Haus verstarb. Innerhalb der ersten Schulwochen entdeckt Sam ein Mädchen im letzten Schuljahr, welches manchmal Militäruniformen trägt. Allerdings gelingt es Sam anfangs nicht, mit ihr ins Gespräch zu kommen. Als dies Sam schließlich doch gelingt, erfährt sie, dass dieses Mädchen Lonnie heißt und schon immer das „Psycho House“ sehen wollte. Sam lädt Lonnie daher zu sich ein. In den nächsten Wochen und Monaten unternehmen beide viel miteinander. Ihre Beziehung wird immer enger, bis Lonnie Sam eines Tages gesteht, dass sie sie wunderschön finde. Nach einem gemeinsamen Filmabend übernachten sie zusammen in einem Bett und kommen sich weiter näher. Nach ein paar Tagen küssen sie sich erstmals und beginnen eine heimliche Liebesbeziehung.
Katie findet bei den Sachen ihrer Eltern alte Bücher ihres Vaters Terry. Diese erhielten zwar gute Kritiken, jedoch waren die Verkäufe enttäuschend. Die Romane handeln vom Attentat auf John F. Kennedy. Sein Verlag beendete daraufhin die Zusammenarbeit mit Terence und ging später bankrott. Terry stellte das Schreiben aufgrund einer anhaltenden Schreibblockade ein. Zudem findet sie Hinweise auf eine außereheliche Beziehung ihrer Mutter Janice mit einem ihrer Untergebenen sowie auf einen möglichen Missbrauch von Terence durch seinen Onkel Oscar.
Sam und Lonnie lernen sich immer besser kennen und beginnen aus Spaß, nach Geistern im Haus zu suchen. Zwei Monate später – während sich Sam für das College und den Kreatives-Schreiben-Kurs vorbereitet – erinnert Lonnie Sam daran, dass sie am 6. Juni vom Militär eingezogen wird. Sam realisiert, dass sie nicht mehr viel Zeit zusammen haben, und will daraufhin so viel Zeit mit Lonnie verbringen wie nur möglich. Wenig später bekommen Sam und Lonnie aufgrund ihrer Beziehung Probleme in der Schule.
Sams Eltern versuchen über ihr Verhalten zu reden und Sam erzählt ihnen von ihrer Beziehung zu Lonnie. Sie bezeichnen es als „eine Phase“ und glauben nicht, dass Sam homosexuell ist, sie habe „einfach noch nicht den richtigen Jungen getroffen“. Einige Wochen später kommt Daniel vorbei, um seine Nintendospiele abzuholen. Sam trauert der alten Freundschaft mit ihm nach. Sie erzählt ihm von den Problemen ihres Vaters und ihren eigenen mit Lonnie. Daniel muntert sie daraufhin auf und sagt ihr, dass alles gut werde.
Zwei Tage vor Lonnies Einberufung ist Sam am Boden zerstört. Sie verbringen eine letzte Nacht zusammen und versprechen einander, dass es die glücklichste Nacht ihres Lebens wird. Für eine Weile haben sie Spaß, doch fangen beide an zu weinen, als Sam erzählt, dass sie ohne Lonnie nicht leben könne.
Terry erhielt während des Abwesenheitsjahres einen Brief eines ungewöhnlichen Verlags, der gerne seine beiden Romane neuveröffentlichen möchte. Er freut sich, akzeptiert und beginnt sogar die Arbeit an einem neuen Buch, 20 Jahre nach seinem letzten Roman. Katie erfährt währenddessen, dass ihre Eltern einige Tage Urlaub machen, um ihren Jahrestag zu feiern. Sie findet jedoch eine Broschüre über einen Paarberatungskurs, der zur selben Zeit stattfindet.
Am nächsten Tag ist Lonnie verschwunden und Sam findet lediglich eine aufgeregte Nachricht von Lonnie auf dem Anrufbeantworter vor. Als Lonnie ein weiteres Mal anruft, erklärt sie Sam, dass sie ihretwegen nicht zum Militär kann und den Bus verlassen hat. Sie fragt Sam, ob sie mit ihr davonlaufen möchte. Sam packt daraufhin ihre Sachen und fährt zu Lonnie. In ihren letzten Worten entschuldigt sich Sam bei Katie, dass sie sie nicht persönlich treffen könne, und hofft, dass Katie, sobald sie das Tagebuch gelesen hat, verstehe, weshalb sie fortgelaufen ist. Sie schließt ihre Erzählung mit: „Ich liebe dich so sehr Katie. Ich werde dich wiedersehen… eines Tages. In Liebe, Sam.“

## Entwicklung
Gone Home ist das erste veröffentlichte Spiel von The Fullbright Company, welche von Steve Gaynor, Karla Zimonja und Johnnemann Nordhagen gegründet wurde. Die drei Entwickler arbeiteten zuvor an dem DLC Minerva's Den für 2K Games’ BioShock 2, verließen jedoch die Firma, um ihre eigene zu gründen.
Sie wählten das Jahr 1995 als Zeitperiode für das Spiel, da dies ihrer Meinung nach das letzte Jahr war, in dem ein Großteil der Kommunikation noch nicht digital war.
Während des Spiels können Kassetten gefunden werden, auf denen Musik von den Riot-Grrrl-Bands Heavens to Betsy, Bratmobile und The Youngins zu hören ist.
Der 30-minütige Score von Gone Home wurde von Chris Remo komponiert, welcher teilweise im Hintergrund des Spiels läuft und am Ende der Audioaufzeichnungen.
Die gesamte Spielzeit beträgt ungefähr zwei bis vier Stunden.

### Rückzug von der Penny Arcade Expo
Im Juni 2013 gab The Fullbright Company bekannt, dass sie Gone Home nicht bei der Computerspielmesse PAX vorführen werden. Als Grund für diese Entscheidungen verwies die Fullbright Company auf bestimmte Cartoons und Stellungnahmen von Mike Krahuliks (Autor des Webcomics Penny Arcade), in denen er sich zu Sexismus, Rape Culture und abschätzig über Transgeschlechtlichkeit äußerte. Die Mitglieder der Fullbright Company erklärten, dass sie sich vor diesem Hintergrund auf der Messe nicht wohl fühlen würden.

## Rezeption
Gone Home erhielt überwiegend positive Kritiken. Bei dem Kritikenaggregator Metacritic besitzt das Spiel eine Wertung von 86 von 100 basierend auf 56 Kritiken. Bei GameRankings besitzt das Spiel eine Wertung von 87,39 % basierend auf 33 Kritiken. Gone Home wurde vor allem für seine fesselnde Handlung gelobt. Oli Welsh von Eurogamer war anderer Meinung und lobte zwar das Haus an sich, bemängelte jedoch, dass die Handlung nicht ausreiche.
2014 gewann Gone Home bei den Game Developers Choice Awards den Preis als Bestes Debütspiel und war in vier weiteren Kategorien, darunter Spiel des Jahres, nominiert. Im selben Jahr wurde es bei den British Academy Video Games Awards ebenfalls als Bestes Debütspiel ausgezeichnet.
Das Spielemagazin Polygon kürte Gone Home zum Spiel des Jahres.
Innerhalb eines Monats nach der Veröffentlichung verkaufte sich Gone Home etwa 50.000 mal. Bis Februar 2014 wurden über 250.000 Kopien verkauft, davon etwa 80 Prozent via Steam. Bis Oktober 2017 waren es 700.000 Verkäufe.